# Toloke
Toloke – miasto w Wallis i Futunie (zbiorowość zamorska Francji), w okręgu Sigave. 
W 2018 roku liczyło 172 mieszkańców.